# 告白 (電影)
《告白》（英語：Confessions），是一部2010年日本惊悚电影，根据湊佳苗寫的同名小说改编而成。中島哲也執導，女演員松隆子主演。它代表日本角逐2011年第83屆奧斯卡金像獎外語片獎，不過只進入八強。故事講述學校教師森口悠子因為兩名學生荒謬的動機而失去愛女，為了復仇造成校園師生深陷恐懼的陰影之中。
電影在2010年6月5日在日本首映，國內收穫總計38.5億日圓的票房，全球票房收入超過4489萬美元。媒體和影評界普遍對該片讚譽有加，特別是攝影、風格、導演、演員的表現、深度刻畫校園暴力的議題獲得青睞。

## 劇情
森口悠子原本是1年B班的班導師，但在結業式當天向全班宣布辭去教職，她以「命」作為辭職前留給學生們的訓誡，並緩緩道出其中原由：幾個月前，森口年僅四歲的女兒愛美，被發現在校園的游泳池中溺斃，原本警方將愛美的死因判定為意外事故，但是森口查覺事態有異，私自進行調查，發現兇手其實是班上的兩名學生。森口分別以「少年A」、「少年B」代稱兇手，道出兩名少年的個性舉止和她所觀察到的相關訊息，引起台下學生議論和猜出兇手身分的身份，稍後她更宣稱，自己已經將帶有愛滋病毒的血液混入少年飲用的盒裝牛奶，讓眾人聞言失色。此事過後，被代稱為「少年A」的渡邊修哉，還有被代稱為「少年B」的下村直樹，開始成為全班同學的眾矢之的，遭受欺凌與孤立。
渡邊出身自雙親離婚的家庭，擅長發明物品，渴望藉由發明獲得與他分離、專注於研究的母親的關注認可，甚至曾經借用測試的名義，向森口展示內藏電擊的防盜錢包。下村在校成績平庸，努力追求肯定而不得，受渡邊邀約後為之出主意，但遭後者蔑視。合作的兩人轉而將目標，鎖定為森口與同為教師的櫻宮正義年僅四歲的女兒——愛美，渡邊以藏有電擊裝置的兔子包引誘愛美觸碰，造成對方被電擊昏迷，然而最終下村將昏迷狀態的愛美拋進泳池，造成愛美無力掙扎而溺斃。
班長北原美月暗中崇拜代稱「露娜希」的少年犯，對下村抱持好感的她未參與班上同學的欺凌行動，更對於崇拜櫻宮正義、代替森口成為班導的寺田良輝一腔熱血試圖幫助被欺凌的渡邊與下村，反而適得其反的舉動不以為然，後來她被懷疑成告密者，獲得渡邊幫助她報復，轉而對其有好感，但最終因為指出渡邊害怕母親的逃避心態，慘死於渡邊的手下。劇裡更透露森口的丈夫兼愛美的父親櫻宮正義，暗中阻止森口利用他染有愛滋病毒的血液進行復仇行動，櫻宮其後因為愛滋病逝世。另一方面，盲目溺愛兒子的下村母親，因為見到遭受欺凌而開始閉門不出的下村出現精神異常跡象，認為兒子才是被森口迫害與命案相關的受害者，直至理解兒子是命案加害者的真相後，她意圖和兒子同歸於盡，結果反被下村親手殺害。
在美月遇害、下村弒母後，渡邊特別製作並在校園設置炸彈，準備藉由引爆炸彈讓參與欺凌的同學們與他同歸於盡，同時吸引母親的關注，然而炸彈並未隨著渡邊啟動引信時引爆。此時森口在眾人面前對渡邊說明：她深知渡邊渴望被關注，而常常在網站上公開各種自己的作品，包括炸彈。於是森口便依此發現、辨識並拆除了炸彈。隨後，森口前往拜訪渡邊母親，同時將炸彈帶給了她。就在渡邊引爆炸彈時，意味著他殺死自己的母親。森口完成了她的復仇。

## 主要角色
- 森口悠子 - 松隆子
- 北原美月 - 橋本愛
- 渡邊修哉（少年A） - 西井幸人
- 下村直樹（少年B） - 藤原薰
- 寺田良輝 - 岡田將生
- 下村優子（少年B之母） - 木村佳乃
- 森口愛美 - 芦田愛菜
- 桜宮正義 - 山口馬木也（日语：山口馬木也）
- 戸倉 - 高橋努
- 少年A之父 - 新井浩文
- 少年A之母 - 黑田育世（日语：黒田育世）
- 少年A之繼母 - 山田絹遠（日语：山田キヌヲ）
- 教授 - 鈴木惣一朗（日语：鈴木惣一朗）
- 教授的学生 - 金井勇太（日语：金井勇太）
- 電視新聞播報員的聲音- 山野井仁

## 1年B班學生
- 阿部翔太 - 大倉裕真
- 上矢俊介 - 大迫葵
- 神山聰 - 中島廣稀
- 神崎唯 - 清水尚弥
- 北野和真 - 前田輝
- 下村直樹（少年B） - 藤原薰
- 杉浦淳 - 倉田伊織
- 高橋弘輝 - 草川拓彌
- 田中亮 - 樺澤力也
- 中西健斗 - 根本一輝
- 藤崎賢太郎 - 清水元揮
- 引田和敬 - 三村和敬
- 星野祐介 - 一井直樹
- 前川優真（原作：孝弘） - 井之脇海
- 水野雄土 - 田中雄土
- 村川新也 - 天見樹力
- 渡邊修哉（少年A） - 西井幸人
- 蘆澤花 - 知花
- 石野美優 - 伊藤優衣
- 大谷梨紗 - 近藤真彩
- 大原友衣 - 柿原未友
- 小川桃果 - 加藤果林
- 北原美月（少女A） - 橋本愛
- 桐谷修花 - 能年玲奈
- 佐佐木真樹 - 栗城亞衣
- 高瀬茜 - 加川由利
- 土田綾香 - 三吉彩花
- 内藤由香里 - 山谷花純
- 中谷美咲 - 沖高美結
- 西山加奈 - 岩田宙
- 野口加奈子 - 齊藤實
- 野中伊央 - 吉永亞御璃
- 林咲来 - 古橋美菜
- 日野遥名 - 奏音
- 福山恭佳 - 佳代
- 松川早紀 - 野本螢
- 三浦瑠菜 - 刈谷友衣子

## 評價
該片在爛番茄網站根據16篇專業影評人的評論，獲得81%的新鮮度，平均得分6.6（滿分10分），觀眾投票評比為88%。在IMDb的平均分數為7.3（最高10分）。

## 得獎記錄
| 獎項                     | 獎項                 | 獎項               | 獎項 |
| 獎項                     | 類別                 | 受獎者             | 結果 |
| ------------------------ | -------------------- | ------------------ | ---- |
| 第35屆報知映畫賞         | 最佳導演             | 中島哲也           | 獲獎 |
| 第84屆日本電影旬報十優獎 | 十大電影作品：第二位 | 告白               | 獲獎 |
| 第53屆藍絲帶賞           | 最佳作品             | 告白               | 獲獎 |
| 第53屆藍絲帶賞           | 最佳女配角           | 木村佳乃           | 獲獎 |
| 2011年Élan d'or賞        | 最佳電影             | 告白               | 獲獎 |
| 第34屆日本學院賞         | 最佳作品             | 告白               | 獲獎 |
| 第34屆日本學院賞         | 最佳導演             | 中島哲也           | 獲獎 |
| 第34屆日本學院賞         | 最佳編劇             | 中島哲也           | 獲獎 |
| 第34屆日本學院賞         | 最佳女主角           | 松隆子             | 提名 |
| 第34屆日本學院賞         | 最佳男配角           | 岡田將生           | 提名 |
| 第34屆日本學院賞         | 最佳女配角           | 木村佳乃           | 提名 |
| 第34屆日本學院賞         | 最佳攝影             | 阿藤正一、尾澤篤史 | 提名 |
| 第34屆日本學院賞         | 最佳燈光             | 高倉進             | 提名 |
| 第34屆日本學院賞         | 最佳美術             | 桑島十和子         | 提名 |
| 第34屆日本學院賞         | 最佳錄音             | 矢野正人           | 提名 |
| 第34屆日本學院賞         | 最佳剪接             | 小池義幸           | 獲獎 |
| 第5屆亞洲電影大獎        | 最佳影片             | 告白               | 提名 |
| 第5屆亞洲電影大獎        | 最佳導演             | 中島哲也           | 提名 |
| 第5屆亞洲電影大獎        | 最佳女主角           | 松隆子             | 提名 |
| 第5屆亞洲電影大獎        | 最佳男配角           | 岡田將生           | 提名 |
| 第5屆亞洲電影大獎        | 最佳女配角           | 木村佳乃           | 提名 |
| 第5屆亞洲電影大獎        | 最佳剪接             | 小池義幸           | 提名 |
| 2011年映畫館大賞         | 第一名               | 告白               | 獲獎 |
| 第30屆香港電影金像獎     | 最佳亞洲電影         | 告白               | 獲獎 |
| 第2屆Theater Staff電影節 | 最佳影片             | 告白               | 獲獎 |
| 第2屆Theater Staff電影節 | 最佳女主角           | 松隆子             | 獲獎 |

## 外部連結
- 《告白》電影官方網站
- 互联网电影数据库（IMDb）上《Confessions》的资料（英文）
- 爛番茄上《Confessions》的資料（英文）
- Yahoo奇摩電影上《告白》的資料（繁體中文）
- 開眼電影網上《告白》的資料（繁體中文）
- 豆瓣电影上《告白》的資料 （简体中文）